# To Bring You My Love
To Bring You My Love è il quarto album in studio di PJ Harvey.

## Curiosità
La rivista Rolling Stone l'ha inserito al 435º posto della sua lista dei 500 migliori album.

## Tracce
1. To Bring You My Love – 5:32
2. Meet Ze Monsta – 3:29
3. Working for the Man – 4:45
4. C'mon Billy – 2:47
5. Teclo – 4:57
6. Long Snake Moan – 5:17
7. Down by the Water – 3:14
8. I Think I'm a Mother – 4:00
9. Send His Love to Me – 4:20
10. The Dancer – 4:06